# Cyphostemma kibweziense
Cyphostemma kibweziense är en vinväxtart som beskrevs av B. Verdcourt. Cyphostemma kibweziense ingår i släktet Cyphostemma och familjen vinväxter. Inga underarter finns listade i Catalogue of Life.